# Santa Caterina della Rota
Santa Caterina della Rota är en kyrkobyggnad i Rom, helgad åt den heliga Katarina av Alexandria. Kyrkan är belägen vid Piazza di Santa Caterina della Rota i Rione Regola och tillhör församlingen San Lorenzo in Damaso.
Tillnamnet ”Rota” är latin och betyder vagnshjul, men i detta sammanhang åsyftas det pinohjul eller stegel, på vilket den heliga Katarina torterades.

## Historia
Kyrkan omnämns för första gången i ett dokument från 1100-talet och bär där titeln S. Maria in Caterino. Kyrkan tros dock härstamma från 800-talet. Kyrkan restaurerades i slutet av 1500-talet samt ånyo år 1730, då den nuvarande fasaden tillkom.

## Interiör
Över högaltaret ses målningen Den heliga Katarinas av Alexandria förhärligande. I det första sidokapellet på höger hand finns Girolamo Muzianos Vila under flykten till Egypten. Målaren ådagalägger här influenser från Tintoretto och Sebastiano del Piombo.
I det tredje sidokapellet på vänster hand omramas fresken Madonnan och Barnet med de heliga Katarina av Alexandria och Apollonia av hermpilastrar; fresken är förmodligen utförd av Vasaris skola. Ovanför fresken ses rödmålningen Salomes dans och Johannes Döparens halshuggning och ovanför denna en putto med två ymnighetshorn. I den krönande lynetten framställs Bebådelsen.
Innertaket härstammar från den år 1879 rivna kyrkan San Francesco d'Assisi a Ponte Sisto.
I kyrkan vilar gravören och konstnären Giuseppe Vasi (1710–1782).

## Bilder
| - Tredje sidoaltaret på vänster hand med fresken Madonnan och Barnet med de heliga Katarina av Alexandria och Apollonia. |